# NBR kaučuk

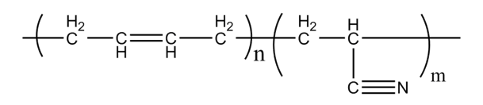
Butadien-akrylonitrilový kaučuk

Butadien-akrylonitrilový kaučuk patří do skupiny syntetických kaučuků. Je to kopolymer akrylonitrilu s butadienem. Mezi jeho hlavní vlastnosti patří olejuvzdornost.

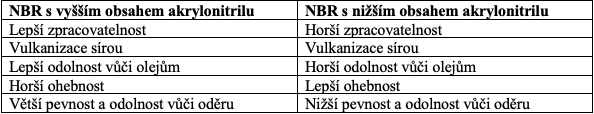
Tabulka vlastností s rozdílným obsahem akrylonitrilu v NBR

Průmyslově vyráběné kopolymery na bázi butadienu s akrylonitrilem se liší obsahem akrylonitrilu, který se obvykle pohybuje v rozmezí od 18 % do 50 %. Poměr lze upravit tak, aby se získal polymer se specifickými vlastnostmi. S rostoucím obsahem akrylonitrilu roste odolnost proti kapalným uhlovodíkům, ale klesá ohebnost a kompatibilita při nízkých teplotách. Většina aplikací vyžadujících odolnost vůči rozpouštědlům i flexibilitu vyžaduje obsah akrylonitrilu cca 33 %.

## Historie NBR

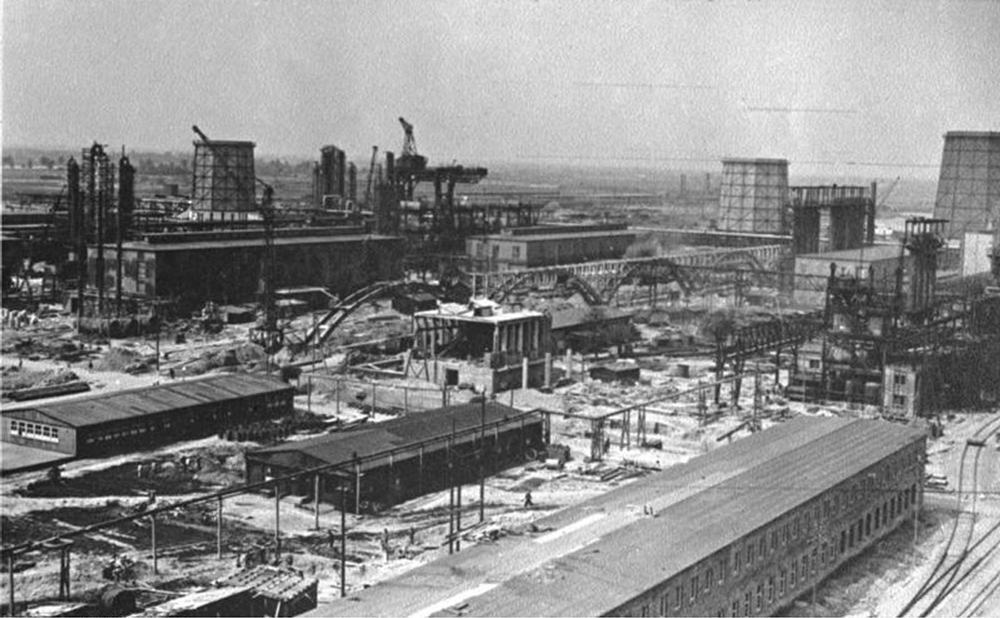
Výstavba chemického závodu Buna firmy IG Farben nedaleko Osvětimi (1941)

Skupina akrylonitrilových kaučuků s názvem Buna-n byla objevena výzkumnými pracovníky Erikem Konradem a Eduardem Tschunkrurem ve společnostech BASF a Bayer, které byly součástí firmy IG Farben. Výroba začala roku 1935 v Německu. O tři roky později byl přejmenován na Perbunan, aby se výrazněji názvově oddělil od styren-butadienového kaučuku, označovaného jako Buna-S, objeveného roku 1930.  
Perbunan se během druhé světové války vyráběl ve Spojených státech pod zkratkou GR-N (vládní kaučuk-nitril) a následně se skupina akrylonitril-butadienových elastomerů stala známou jako nitrilové kaučuky.

### Příprava monomerů

##### 1,3-butadien

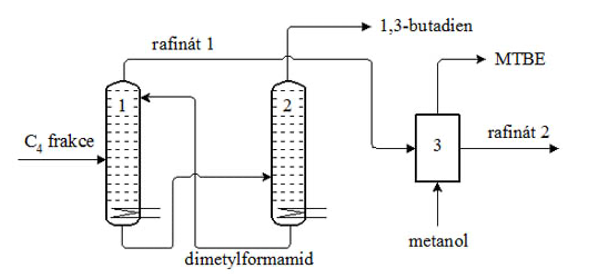
Schéma pyrolýzy uhlovodíků

1,3-butadien je nejvíce vyráběný dienový monomer a jeho výroba má více možných postupů, například izolací C4 frakce z pyrolýzy uhlovodíků. Při extraktivní destilaci páry C4 frakce stoupající rektifikační kolonou vzhůru a jsou zkrápěny protiproudně polárním rozpouštědlem. Získává se tak směs dienů, alkenů, alkinů a alkanů. Rafinát (destilát zbavený butadienu) odchází jako pára hlavou kolony. Extrakt (směs polárního rozpouštědla a butadienu) se poté destiluje. Butadien následně slouží pro výrobu především butadien-styrenového kaučuku. C4 frakce bez butadienu (tzv. rafinát I) je cennou surovinou pro výrobu MTBE (methyl tert-butyl etheru), při které reaguje isobuten s methanolem za tvorby známé vysokooktanové komponenty motorových benzinů.

##### Akrylonitril
Existuje více způsobů, jak akrylonitril vyrobit. Ze začátku se využívala hlavně adice kyanovodíku na acetylen nebo reakce kyanovodíku s ethylenoxidem a následná hydrogenace. Později se vzrůstající spotřebou akrylonitrilu byla vynalezena efektivnější výroba, která je založená na oxidaci propenu a amoniaku. Tak zvaná amoxidace propylenu probíhá v plynné fázi s katalyzátory, kterými jsou nejčastěji směsné oxidy kovů ve formě pevné látky. Při procesu vznikají acetonitril a kyanovodík jako vedlejší produkty.

### Polymerace NBR
Butadien-akrylonitrilový kaučuk se vyrábí emulzní radikálovou polymerací buď za tepla (tzv. teplý NBR), anebo za studena (tzv. studený NBR). Výroba teplého NBR probíhá následujícím postupem. Do reakčního média, v tomto případě voda, se do polymerační nádoby přivede emulgátor, akrylonitril, různé butadienové monomery včetně 1,3-butadienu, 1,2-butadienu a aktivátory vytvářející radikály a katalyzátor. Nádrže se zahřívají na 30–40 °C, aby se usnadnila polymerační reakce a podpořila tvorba větvení. Směs se nechá reagovat po dobu 5 až 12 hodin. Monomery emulgují ve vodném prostředí a získá se latex. Latex prochází přes řadu filtrů k odstranění nežádoucích pevných látek do míchacích nádržích, kde je stabilizován antioxidantem. Zde se vysráží přídavkem např. chloridu vápenatého (CaCl2). Takto se získá kaučuková drť, která se vysuší a lisuje do bloků. Protože se na výrobě nitrilového kaučuku podílí několik monomerů, může se složení každého polymeru lišit (v závislosti na koncentracích každého monomeru přidaného do polymerační nádrže a podmínkách v nádrži). Výhodou emulzní polymerace je velmi rychlý odvod tepla, které je průvodním jevem polymerace. Teplo je odváděno vodným prostředím a tím se docílí snadného ustálení požadované teploty.
Proces výroby studeného NBR je velmi podobný procesu výroby teplého NBR. Polymerizační nádrže se temperují na 5–15 °C namísto 30–40 °C. Za podmínek nižší teploty se na polymerech vytvoří méně větvení. Množství větvení odlišuje studený NBR od teplého NBR. Za studena polymerovaný NBR má také větší podíl 1,4-trans struktur, než je obsaženo v teplém NBR, a to je jeden z faktorů, který ovlivňuje zpracování a činí tak studenou polymeraci výhodnější. 1,4 trans struktura zlepšuje schopnost krystalizace, a to tak, že je umožněno pravidelné skládání řetězců.

### Vulkanizace NBR
Vulkanizace NBR probíhá podobně jako u přírodního kaučuku za pomoci síry, pro lepší zpracovatelnost se mohou přidávat změkčovadla.

### Teplý NBR
Jsou velmi rozvětvené a mají sklon k tvorbě gelu. Tvorbě gelu se zabraňuje použitím vhodného modifikátoru, obvykle se používá alkanthiol. Zapletená struktura poskytuje velmi významné zlepšení odolnosti proti roztržení. Při zpracování vytlačováním se tento typ zpracovává hůře za daleko větší spotřeby energie.

### Studený NBR
Obsah akrylonitrilu v NBR vyráběného studenou polymerací se pohybuje v rozmezí 15–50 %. Studený typ polymeru vykazuje vyšší pravidelnost makromolekulárního řetězce a tím menší stupeň větvení. Lineární polymerní řetězce jsou méně viskózní a jejich charakter přispívá k lepšímu začlenění plniv a změkčovadel. Nelze říct, že NBR vyrobený za studena je lepší než NBR vyrobený za tepla. Rozhoduje se podle toho, pro jakou aplikaci bude polymer využit.

### Aplikace
Je hojně využíván pro výrobu produktů, u nichž je požadována vysoká pevnost, dobrá odolnost vůči povětrnostnímu stárnutí, nízká trvalá deformace a odolnost vůči nepolárním rozpouštědlům.
- nízký podíl akrylonitrilu (16–25 %) – těsnění, O-kroužky, lepidla, chirurgické rukavice
- střední podíl akrylonitrilu (30–35 %) – kuchyňské rohože, podrážky
- vysoký podíl akrylonitrilu (40–50 %) – palivové nádrže, hadice, hydraulika

Se zvyšujícím se obsahem akrylonitrilu se zlepšuje zpracovatelnost, zvyšuje se pevnost a odolnost proti oděru.
Obchodní názvy zahrnují Perbunan, Nipol, Krynac a Europrene.

### Hydrogenovaný NBR (HNBR)

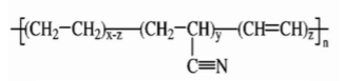
Schéma HNBR

Tato skupina elastomerů se vyrábí hydrogenací polymeru obsahujícího dieny. Proces začíná emulzní polymerací akrylonitrilového kopolymeru (NBR). NBR se jako základní polymer rozpustí ve vybraném rozpouštědle, poté je přidán katalyzátor a v kombinaci s vhodně zvolenou teplotou a tlakem polymer prochází selektivní hydrogenací, tímto procesem se získá vysoce nasycený nitrilový elastomer.
HNBR je používán z důvodu zachování svých vlastností i po dlouhodobém vystavení teplu, oleji a chemikáliím. Největší využití má při výrobě synchronních řemenů pro automobilový průmysl. Běžně se používá k výrobě O-kroužků pro automobilové klimatizační systémy. Mezi další aplikace patří rozvodové řemeny, tlumiče, hadice serva, membrány a těsnění. Součástky vyrobené z HNBR se objevují také v posilovači řízení, klimatizaci a palivovém systému, ale také se hojně využívá v leteckém průmyslu.
HNBR oproti NBR má lepší odolnost vůči olejům a chemikálilím a také vydrží mnohem vyšší teploty.
Obchodní názvy zahrnují Zhanber, Therban a Zetpol.

### Karboxylovaný NBR (XNBR)

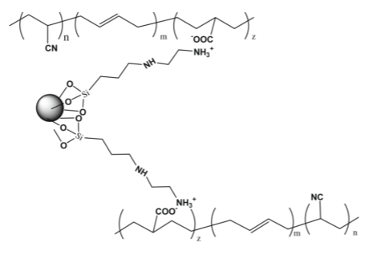
Schéma XNBR

Jedná se vlastně o přidání karboxylových skupin do řetězce NBR. Hlavním důvodem přidání karboxylové skupiny je vytvoření iontové vazby pro vulkanizaci za přispění síry, nebo sazí. Přidání karboxylové skupiny se také docílí lepších mechanických vlastností, jako je pevnost v tahu, odolnost proti tvorbě trhlin a odolnost proti oděru. Přidání karboxylových skupin má rovněž některé negativní účinky, a to menší odolnost vůči vodě, horší pružnost.